# Không còn gì để nói
Không còn gì để nói là một bộ phim điện ảnh truyền hình được thực hiện bởi Trung tâm Phim truyền hình Việt Nam, Đài Truyền hình Việt Nam do Khải Hưng làm đạo diễn. Phim phát sóng lần đầu vào năm 2002 trên kênh VTV3.
Bộ phim cùng với hai tác phẩm khác của Khải Hưng là Mẹ chồng tôi và Lời nguyền của dòng sông đã giúp đem về cho ông Giải thưởng Nhà nước đợt II năm 2007 về Văn học Nghệ thuật.

## Nội dung
Không còn gì để nói xoay quanh Cường (Mạnh Cường)  giám đốc của một công ty và những ngày cuối cùng của ông trước khi bị bắt.

## Diễn viên
- Mạnh Cường trong vai Cường
- Minh Châu trong vai Châu
- Phạm Hồng Minh trong vai Thành
- Thanh Tú trong vai Tú
- Trần Hạnh trong vai Ông nội
- Lê Tuấn trong vai Tuấn
- Quốc Quân trong vai Thư ký

Và một số diễn viên khác...

## Giải thưởng
| Năm  | Giải thưởng    | Hạng mục                         | (Người) đề cử | Kết quả        | Tham khảo |
| ---- | -------------- | -------------------------------- | ------------- | -------------- | --------- |
| 2002 | Giải Cánh diều | Phim truyện truyền hình ngắn tập | —             | Cánh diều vàng | [ 3 ]     |